# 가미미오역
가미미오역(일본어: 上三緒駅)은 일본 후쿠오카현 이즈카시에 위치한 규슈 여객철도 고토지 선의 철도역이다. 단선 승강장 1면 1선의 구조를 갖춘 지상역이다.

## 이용 현황
| 연도     | 승차 인원 |
| 2007년도 | 90        |
| 2008년도 | 79        |
| 2009년도 | 82        |
| 2010년도 | 79        |
| 2011년도 | 82        |
| 2012년도 | 74        |
| 2013년도 | 68        |
| -------- | --------- |

## 역 주변
- 트라이얼 가미미오점

## 역사
- 1902년 6월 15일 : 초대 규슈 철도가 화물역으로서 개설.
- 1907년 7월 1일 : 초대 규슈 철도의 국유화에 의해 제국 철도청이 이관.
- 1909년 10월 12일 : 선로 명칭 제정에 의해 지쿠호 본선으로 한다.
- 1920년 5월 10일 : 여객 업무 취급을 개시함과 동시에 지쿠호 본선으로부터 분리되어 우루시오 선 소속으로 한다.
- 1943년 7월 1일 : 산업 시멘트 철도가 전시 매수에 의해 국유화됨과 함께, 고토지 선으로 개칭.
- 1964년 2월 25일 : 이 역 분기의 화물 지선이 폐지.
- 1982년 11월 15일 : 화물 업무 취급 폐지.
- 1987년 4월 1일 : 일본국유철도 분할 민영화에 의해, 규슈 여객철도가 승계.

## 인접 역
| 고토지 선              | 고토지 선   | 고토지 선                  |
| ---------------------- | ----------- | -------------------------- |
| 신이즈카 신이즈카 방면 | ■ 고토지 선 | 시모카모 다가와고토지 방면 |